# Albstadt
Albstadt, pronunție /ˈalp.ʃtat/ (v. AFI), este un oraș aflat în districtul rural Zollernalb în landul Baden-Württemberg, Germania. Este amplasat în munții Schwäbische Alb, la jumătatea drumului dintre Stuttgart și lacul Constanța. Albstadt este cel mai mare oraș din district.